# Agias (Sohn des Antiochos)
Agias (altgriechisch Ἀγίας) war ein Elier aus dem Priestergeschlecht der Iamidai, die den Orakeldienst im Orakel von Olympia ausübten.
Er war der Sohn des Antiochos und Bruder des Sehers Tisamenos, der im Dienst Spartas stand. Nach Herodot sagte das Orakel von Delphi dem Tisamenos voraus, dass er als Opfer für den Sieg gegen das Perserreich fünf Siege erringen müsse, woraufhin er trainierte und bei den Olympischen Spielen Sieger im Pentathlon wurde. Die Spartaner drängten ihn nach Ausbleiben des Siegs daraufhin, dass er an den Schlachten teilnehmen müsse, da das Orakel dies wohl auch gemeint habe. Als Bedingung forderte er das volle Bürgerrecht für sich, was die Spartaner zuerst ablehnten. Als die Lage kritischer wurde, stimmten sie ein, doch Tisamenos forderte nun auch das Bürgerrecht für seinen Bruder Agias mit ein, was schließlich beiden gewährt wurde.